# تپه قلعه سر
تپه قلعه سر مربوط به هزاره دوم و اول قبل از میلاد است و در شهرستان طالقان، روستای اورازان واقع شده و این اثر در تاریخ ۱۲ بهمن ۱۳۸۱ با شمارهٔ ثبت ۷۰۵۵ به‌عنوان یکی از آثار ملی ایران به ثبت رسیده است.